# Kup europskih prvaka 1966./67. (vaterpolo)
Ovo je četvrto izdanje Kupa europskih prvaka. Beogradski Partizan obranio je naslov. Još u skupinama ispali su Budimpešta, Tunafors, Rote Erde Hamm i Ethnikos.
Poluzavršnica
- Partizan (Jugoslavija) - Dinamo Magdeburg (Istočna Njemačka) 5:3, 3:5 (ukupno 8:8), 2:1
- Dinamo Bukurešt (Rumunjska) - Pro Recco (Italija) 4:2, 2:3 (ukupno 6:5)

Završnica
- Partizan - Pro Recco 5:3, 1:2 (ukupno 5:6), 4:3

- sastav Partizana (treći naslov): Božidar Novaković, Đorđe Perišić, Boris Čukvas, Dragan Čolović, Nenad Manić, Mirko Sandić, Zoran Janković, Feliče Tedeski, Krunoslav Subotić, Branimir Glidžić, Jaroslav Hruda